# Stipa gigantea
Espèce
Stipa gigantea est une espèce de plantes monocotylédones de la famille des Poaceae (graminées), sous-famille des Pooideae, originaire de l'ouest du bassin méditerranéen.

## Description

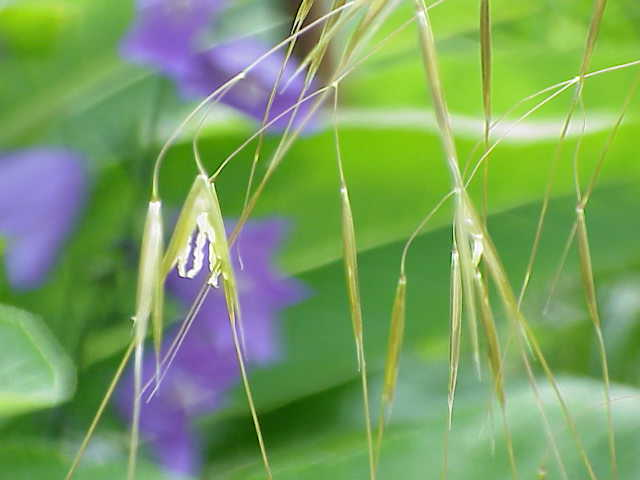
Épillets.

Stipa gigantea est une plante herbacée vivace, cespiteuse, aux feuilles à limbe étroit de couleur gris-vert, qui crée des touffes de feuillage de 50 à 100 cm de diamètre. C'est une plante à feuillage persistant à semi-persistant, selon le climat.
La plante produit des inflorescences en panicules lâches, qui s'élèvent au-dessus du feuillage jusqu'à 2 m à 2,5 m de haut, de couleur lavande argentée à la fin du printemps passant à une teinte dorée rayonnante en été et persistent l'hiver en brunissant,.

## Distribution et habitat
Stipa gigantea a une aire de répartition originelle limitée au sud-ouest de l'Europe (Espagne, Portugal) et au nord-ouest de l'Afrique (Maroc).
C'est une espèce hémicryptophyte qui préfère les sols sableux acides et se rencontre dans l'intérieur de la péninsule ibérique dans des zones sèches boisées à Quercus ilex où elle résiste très bien aux gelées.

## Liste des sous-espèces
Selon World Checklist of Selected Plant Families (WCSP) (12 octobre 2016) :
- sous-espèce Stipa gigantea subsp. donyanae F.M.Vázquez & Devesa (1996)
- sous-espèce Stipa gigantea subsp. gigantea
- sous-espèce Stipa gigantea subsp. maroccana (Pau & Font Quer) F.M.Vázquez & Devesa (1997)

## Liste des sous-espèces et variétés
Selon Tropicos (12 octobre 2016) (Attention liste brute contenant possiblement des synonymes) :
- sous-espèce Stipa gigantea subsp. donyanae F.M. Vázquez & Devesa
- sous-espèce Stipa gigantea subsp. gigantea
- sous-espèce Stipa gigantea subsp. lagascae (Roem. & Schult.) Trab.
- sous-espèce Stipa gigantea subsp. maroccana (Pau & Font Quer) F.M. Vázquez & Devesa
- variété Stipa gigantea var. lagascae (Roem. & Schult.) Richt.
- variété Stipa gigantea var. maroccana Pau & Font Quer
- variété Stipa gigantea var. mesatlantica Andr.
- variété Stipa gigantea var. pellita Trin. & Rupr.
- variété Stipa gigantea var. planifolia Trab.
- variété Stipa gigantea var. pubescens Batt. & Trab.

## Synonymes
Selon Catalogue of Life (12 octobre 2016) :
- Avena cavanillesii Lag.
- Avena striata Schousb. ex Willk. & Lange, pro syn.
- Celtica gigantea (Link) F.M.Vázquez & Barkworth
- Celtica gigantea subsp. donyanae (F.M.Vázquez & Devesa) F.M.Vázquez & Barkworth
- Celtica gigantea subsp. maroccana (Pau & Font Quer) F.M.Vázquez & Barkworth
- Celtica gigantea subsp. sterilis F.M.Vázquez & Barkworth
- Lasiagrostis gigantea (Link) Trin. & Rupr.
- Macrochloa arenaria (Brot.) Kunth
- Macrochloa arenaria subsp. donyanae (F.M.Vázquez & Devesa) Fennane
- Macrochloa arenaria subsp. maroccana (Pau & Font Quer) Fennane
- Macrochloa gigantea (Link) Hack.
- Stipa arenaria Brot.
- Stipa gigantea subsp. donyanae F.M.Vázquez & Devesa
- Stipa gigantea subsp. maroccana (Pau & Font Quer) F.M.Vázquez & Devesa
- Stipa gigantea var. maroccana Pau & Font Quer
- Stipa gigantea var. mesatlantica Andr.

## Culture
Stipa gigantea est cultivée comme plante ornementale soit en touffe isolée, soit en masse dans les jardins particuliers ou dans les parcs publics.
On l'emploie dans les jardins xérophiles et en climat méditerranéen.
Les inflorescences dorées sont très décoratives et attrayantes, en particulier quand elles sont éclairées à contre-jour par le soleil.
On peut aussi les utiliser dans la confection de bouquets secs.
En Angleterre, la Société royale d'horticulure a décerné le prix du mérite horticole (Award of Garden Merit) à cette plante.